# إيثار

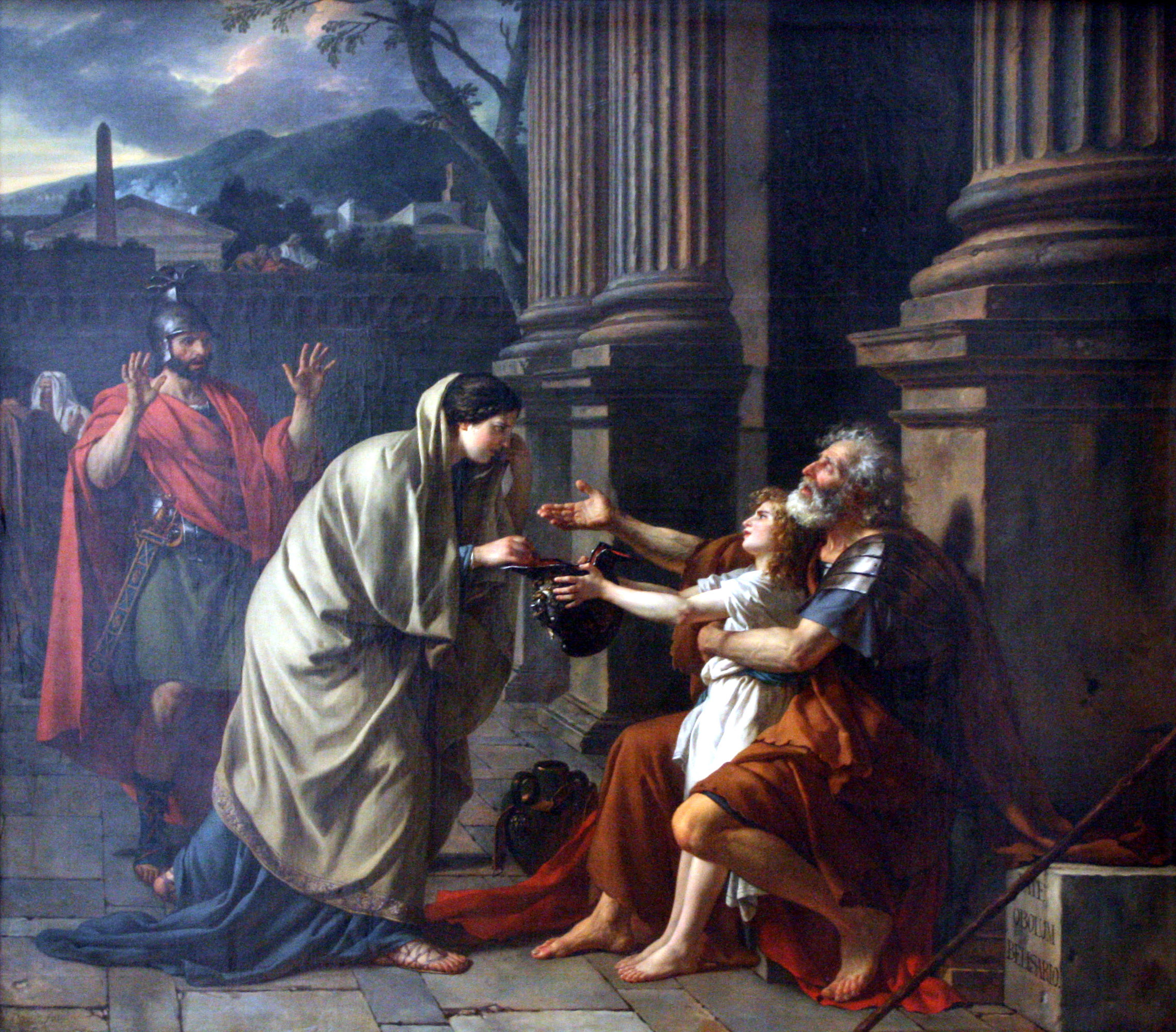
يعتبر إعطاء الصدقات للفقراء غالبا نوعا من الإيثار في العديد من الثقافات والأديان.

الإيثار أو غيرية أو حب الغير هو المبدأ والممارسة الأخلاقية للعمل على سعادة البشر الآخرين، مما يؤدي إلى رفع مستوى الحياة المادية والروحية على حد سواء. إنها فضيلة تقليدية في كثير من الثقافات وجانب أساسي في مختلف التقاليد الدينية والنظرات العالمية العلمانية، على الرغم من أن مفهوم «الآخرين» الذين ينبغي توجيه مخاوفنا إليهم يمكن أن يختلف بين الثقافات والأديان.
في بعض الحالات القصوى، قد تصبح كلمة الإيثار مرادف لنكران الذات الذي هو عكس الأنانية تماماً.
يمكن التمييز بين الإيثار والولاء، في أن الأخير يعتمد على العلاقات الاجتماعية، بينما لا ينظر الإيثار إلى العلاقات. يوجد الكثير من الجدل حول ما إذا كان الإيثار «الحقيقي» ممكنًا في علم النفس البشري. تقترح نظرية الأنانية النفسية أنه لا يمكن وصف أي فعل للمشاركة أو المساعدة أو التضحية بكونه إيثار حقيقي، حيث قد يحصل الشخص على مكافأة جوهرية في شكل الإشباع الشخصي. تعتمد صحة هذه الحجة على ما إذا كانت المكافآت الذاتية مؤهلة لتعتبر فوائد حقيقية.
قد يشير مصطلح الإيثار أيضا إلى عقيدة أخلاقية تدعي أن الأفراد ملزمون أخلاقيا بإفادة الآخرين. وهذا ما يتناقض مع عقيدة الأنانية، التي تدعي أن الأفراد ملزمين أخلاقيا بخدمة أنفسهم أولاً.

## فكرة الإيثار
هذا المفهوم له تاريخ طويل في الفكر الفلسفي والأخلاقي. وقد صيغ هذا المصطلح في الأصل في القرن التاسع عشر من قبل عالم الاجتماع المؤسس والفيلسوف العلمي أوغست كونت، وأصبح موضوعا رئيسيا للأخصائيين النفسيين (لا سيما علماء علم النفس التطوري، وعلماء الأحياء التطوريين، وعلماء السلوك). في حين أنه يمكن لأفكار حقل علمي واحد التأثير في الحقول الأخرى بخصوص تعريف الإيثار، إلا أن الطرق والتركيزات المختلفة لهذه العلوم تؤدي دائمًا إلى وجهات نظر مختلفة حول الإيثار. بعبارات بسيطة، يهتم الإيثار برعاية الآخرين والعمل لمساعدتهم.

## وجهات النظر العلمية

### علم الإنسان
يحتوي كتاب مارسيل ماوس (الهدية The Gift) على مسار يدعى «ملاحظة على الصدقة». تصف هذه المذكرة تطور مفهوم الصدقة (وبالتالي الإيثار ككل) من فكرة التضحية.

### التفسيرات التطورية

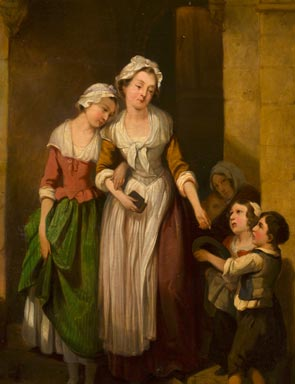
إعطاء الصدقة للأطفال

في علم السلوك (علم دراسة السلوك الحيواني)، وبشكل أعم في دراسة التطور الاجتماعي، يشير الإيثار إلى سلوك الفرد الذي يزيد من لياقة شخص آخر بينما يقلل من لياقة فاعله. يمكن تطبيق هذا على مجموعة واسعة من السلوكيات البشرية في علم النفس التطوري مثل الأعمال الخيرية، والمساعدات الطارئة، ومساعدة الشركاء على الائتلاف، والبقشيش، وهدايا التودد، وإنتاج السلع العامة، والبيئية.
تم تسريع نظريات الإيثار على ما يبدو بسبب الحاجة لإنتاج نظريات متوافقة مع الأصول التطورية. وقد برز اثنان من فروع البحوث ذات الصلة مع الإيثار من التحليلات التطورية التقليدية ومن نظرية اللعبة التطورية كنموذج رياضي وتحليل الاستراتيجيات السلوكية.
بعض الآليات المقترحة هي:
- اختيار ذوي القربى:[8] أن الحيوانات والبشر أكثر إيثارًا تجاه الأقرباء أكثر من الأقارب البعيدين. وهو ما تم تأكيده في العديد من الدراسات عبر العديد من الثقافات المختلفة. وجدت إحدى الدراسات أن تغيير الصور بشكل طفيف بحيث تشبه بشكل أكبر وجوه المشاركين في الدراسة زاد من الثقة التي أعرب عنها المشاركون تجاه بالأشخاص الذين تم تصويرهم. هناك تلميح آخر هو وجود نفس اسم العائلة خاصة إذا كان نادرًا، وقد وجد أن هذا يزيد من السلوكيات المفيدة. وجدت دراسة أخرى المزيد من السلوك التعاوني كلما زاد عدد الأقارب في المجموعة. ووجدت دراسة أخرى أن استخدام مصطلحات القرابة في الخطب السياسية تزيد اتفاق الجمهور مع المتحدث. كان هذا التأثير قوياً خصوصًا على الأطفال الذين ولدوا أولاً لعائلاتهم، الذين عادةً ما يكونون قريبين من عائلاتهم.[7]
- المصالح المكتسبة: من المحتمل أن يعاني الناس إذا كان أصدقائهم وحلفاؤهم ومجتمعاتهم الاجتماعية المماثلة يعانون أو حتى اختفوا. ولذلك فأن مساعدة أعضاء المجموعة هؤلاء تشجع في النهاية على الإيثار. كون الشعور بالعضوية أكثر وضوحاً يزيد من التعاون. قد تكون التضحية بالنفس المتطرفة تجاه أعضاء المجموعة قد تكون خصلة تطورية، إذا كانت مجموعة خارجية معادية تهدد بقتل المجموعة بأكملها.[9]
- الإيثار المتبادل: تشير الأبحاث إلى أنه يمكن أن يكون من المفيد مساعدة الآخرين إذا كان هناك احتمال أن يتمكنوا من ردها لاحقاً يبدو أن العديد من الناس يتبعون إستراتيجية مشابهة من خلال التعاون فقط إذا تعاون آخرون في المقابل.[10]

من المرجح أن يتعاون الأشخاص في مهمة ما إذا كانوا يستطيعون التواصل مع بعضهم البعض أولاً. قد يكون هذا بسبب تقييم أفضل للتعاون أو بسبب تبادل الوعود. فهم أكثر تعاونًا إذا تمكنوا من بناء الثقة بشكل تدريجي بدلاً من أن يطلب منهم تقديم مساعدة مكثفة على الفور. يمكن زيادة التبادل والتعاون المباشرين في مجموعة من خلال تغيير التركيز والحوافز من المنافسة داخل المجموعة إلى منافسات أكبر حجماً مثل بين المجموعات أو ضد عموم السكان. وبالتالي فإن إعطاء الدرجات والترقيات المبنية على أداء الفرد فقط في مجموعة محلية صغيرة كما هو شائع قد يقلل من السلوكيات التعاونية في المجموعة.
وجد أن النساء ترى الرجال الذين يمارسون الإيثار جذابين وصالحين ليكونوا شركاء. عند البحث عن شريك طويل الأجل قد يكون الإيثار سمة مفضلة لأنه قد يشير إلى أنه يرغب أيضًا في مشاركة الموارد معها ومع أطفالها. وقد ثبت أن الرجال يؤدون أعمال الإيثار في المراحل الأولى من العلاقة الرومانسية أو ببساطة عندما يكونوا في حضرة امرأة جذابة. في حين أن كلا الجنسين يقران أن اللطف هو السمة الأكثر تفضيلاً في الشريك، فهناك بعض الأدلة على أن الرجال يضعون قيمة أقل في هذا الأمر مقارنة بالنساء، وأن النساء قد لا يكن أكثر إيثارًا في وجود رجل جذاب. قد يتجنب الرجال حتى النساء اللاتي يقمن بالإيثار في العلاقات قصيرة الأجل ربما لأنه من المتوقع فشلها مسبقاً.

### علم الأعصاب
قدم جورجي مول وجوردن جرافمان علماء الأعصاب في المعاهد القومية للصحة أول دليل على القواعد العصبية للإيثار لدى متطوعين أصحاء عاديين، باستخدام التصوير بالرنين المغناطيسي الوظيفي. في بحثهم المنشور في مجلة Proceedings of the National Academy of Sciences USA في أكتوبر 2006، أظهروا أن كلاً من المكافآت النقدية الخالصة والتبرعات الخيرية تنشط مسار المكافأة المتوسطة، وهو جزء بدائي من الدماغ الذي يستجيب عادة للغذاء والجنس.
و في تجربة نُشرت في مارس 2007 في جامعة كاليفورنيا في علم الأعصاب، أظهر أنطونيو ر. داماسيو وزملاؤه أن الأشخاص المصابين بضرر في القشرة الجبهية الأمامية البطنية ينقصهم القدرة على الإحساس بالتعاطف تجاه المسائل الأخلاقية، وعندما يواجهون بالمعضلات الأخلاقية يجيب هؤلاء المرضى الذين أصيبوا بأضرار في الدماغ ببرودة أن الغايات تبرر الوسائل، مما أدى إلى استنتاج داماسيو أن المشكلة لم تكن أنهم توصلوا إلى استنتاجات غير أخلاقية، ولكن عندما واجهتهم مشكلة صعبة، مثلا إذا كان سيتم إسقاط طائرة ركاب اختطفها الإرهابيون قبل أن تضرب مدينة كبرى- يبدو أن هؤلاء المرضى يصلون إلى قرارات دون الشعور بالمعاناة التي تصيب أولئك الذين لديهم أدمغة تعمل بشكل طبيعي. وفقا لأدريان راين عالم الأعصاب السريري أيضًا في جامعة جنوب كاليفورنيا، فإن أحد آثار هذه الدراسة هو أن المجتمع قد يضطر إلى إعادة التفكير في كيفية حكمه للأشخاص غير الأخلاقيين: «يشعر المرضى النفسيون في الغالب بعدم التعاطف أو الندم. وبدون ذلك الوعي، يبدو أن الأشخاص الذين يعتمدون بشكل حصري على الاستدلال يجدون صعوبة في شق طريقهم خلال الأدغال الأخلاقية. فهل هذا يعني أنه يجب أن يتم الالتزام بمعايير مختلفة للمساءلة؟».
وفي دراسة أخرى، في التسعينات، خلص الدكتور بيل هارباو وهو اقتصادي من جامعة أوريجون، إلى أن الناس لديهم الحافز للإيثار ففقط من أجل الشعور بالهيبة شخصية. كما وصل إلى استنتاجات مشابهة لنتائج جورجي مول وجوردن جرافمان حول إعطاء للجمعيات الخيرية، على الرغم من أنها قاموا بتقسيم مجموعة الدراسة إلى مجموعتين فقط: «الأنانيين» و «محبي الإيثار». كان أحد اكتشافاتهم هو أنه على الرغم من أن بعض «الأنانيين» المدروسين نادراً ما أعطوا أكثر مما كان متوقعا لأن ذلك من شأنه أن يساعد الآخرين، مما يؤدي إلى استنتاج مفاده أن هناك عوامل أخرى في قضية الإيثار، مثل بيئة وقيم الشخص.

### الإيثار الباثولوجي
الإيثار الباثولوجي هو عندما يتم أخذ الإيثار إلى أقصى حد غير صحي، وفيه يضر الشخص الذي يؤثر غيره نفسه، أو تسبب الأعمال ذات النوايا الحسنة ضرراً أكثر من نفعها.
ومن الأمثلة على ذلك، الاكتئاب والإحباط الذي يشهده المتخصصون في الرعاية الصحية، والتركيز غير الصحي على الآخرين على حساب احتياجات الفرد، واكتناز الحيوانات، والبرامج الخيرية والاجتماعية غير الفعالة التي تؤدي في نهاية المطاف إلى تفاقم الحالات التي يقصدونها للمساعدة.

## وجهات النظر الدينية
إن معظم ديانات العالم، إن لم يكن كلها، تعزز الإيثار كقيمة أخلاقية مهمة للغاية. مثل البوذية، والمسيحية، والهندوسية، والإسلام، واليانية، واليهودية، والسيخية، وما إلى ذلك، تركز خصوصًا على الإيثار.

### البوذية

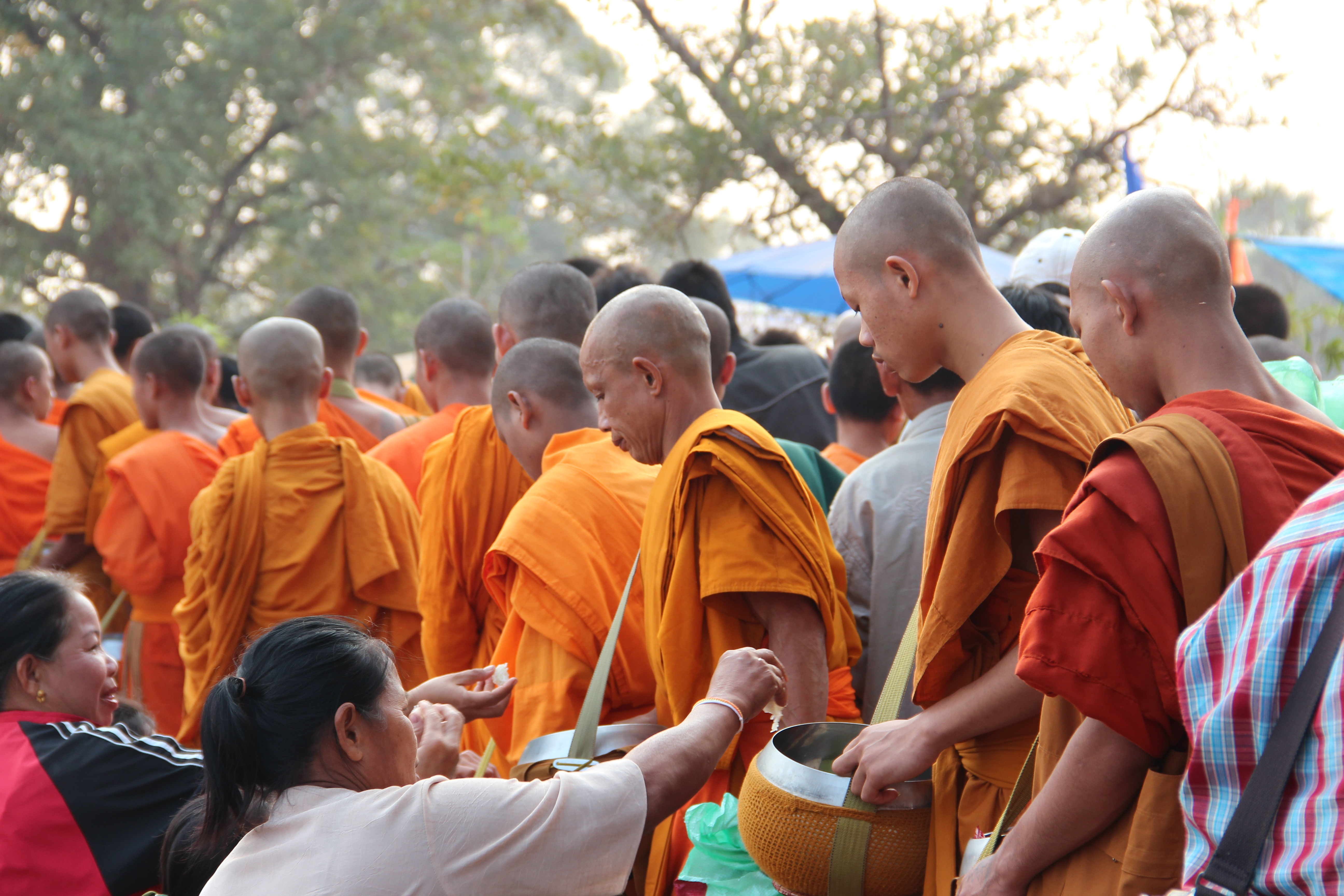
رهبان بوذيون يجمعون الصدقات

الإيثار يبرز بوضوح في البوذية. حيث أن الحب والتعاطف هما عنصران في كل أشكال البوذية، ويركزا على جميع الكائنات على قدم المساواة: الحب هو الرغبة في أن تكون جميع الكائنات سعيدة، والرحمة هي الرغبة في أن تكون كل الكائنات خالية من المعاناة. «يمكن علاج العديد من الأمراض من خلال دواء واحد من الحب والحنان. هذه الصفات هي المصدر النهائي للسعادة البشرية، والحاجة إليها تكمن في جوهر وجودنا» (الدالاي لاما).
ومع ذلك، فإن مفهوم الإيثار يتم تعديله من منظور عالمي، لأن الاعتقاد هو أن مثل هذه الممارسة تعزز سعادتنا الخاصة: «كلما اهتممنا بسعادة الآخرين، ازداد شعورنا بالسعادة» (دالاي لاما).
في سياق المناقشات الأخلاقية الكبرى حول العمل الأخلاقي والحساب، تتصف البوذية بالاعتقاد بأن النتائج السلبية (غير السعيدة) لأعمالنا لا تستمد من العقاب أو التصحيح القائم على الحكم الأخلاقي، ولكن من قانون الكارما، الذي يعمل كأنه القانون الطبيعي للسبب والتأثير. هناك مثال بسيط على مثل هذا السبب والأثر هو حالة مواجهة آثار ما يسببه المرء: إذا تسبب أحد في المعاناة، فعندئذ كنتيجة طبيعية قد يعاني المرء من المعاناة؛ إذا سبب أحد السعادة لشخص آخر، فأن النتيجة الطبيعية أنه سيجد السعادة.

### اليانية

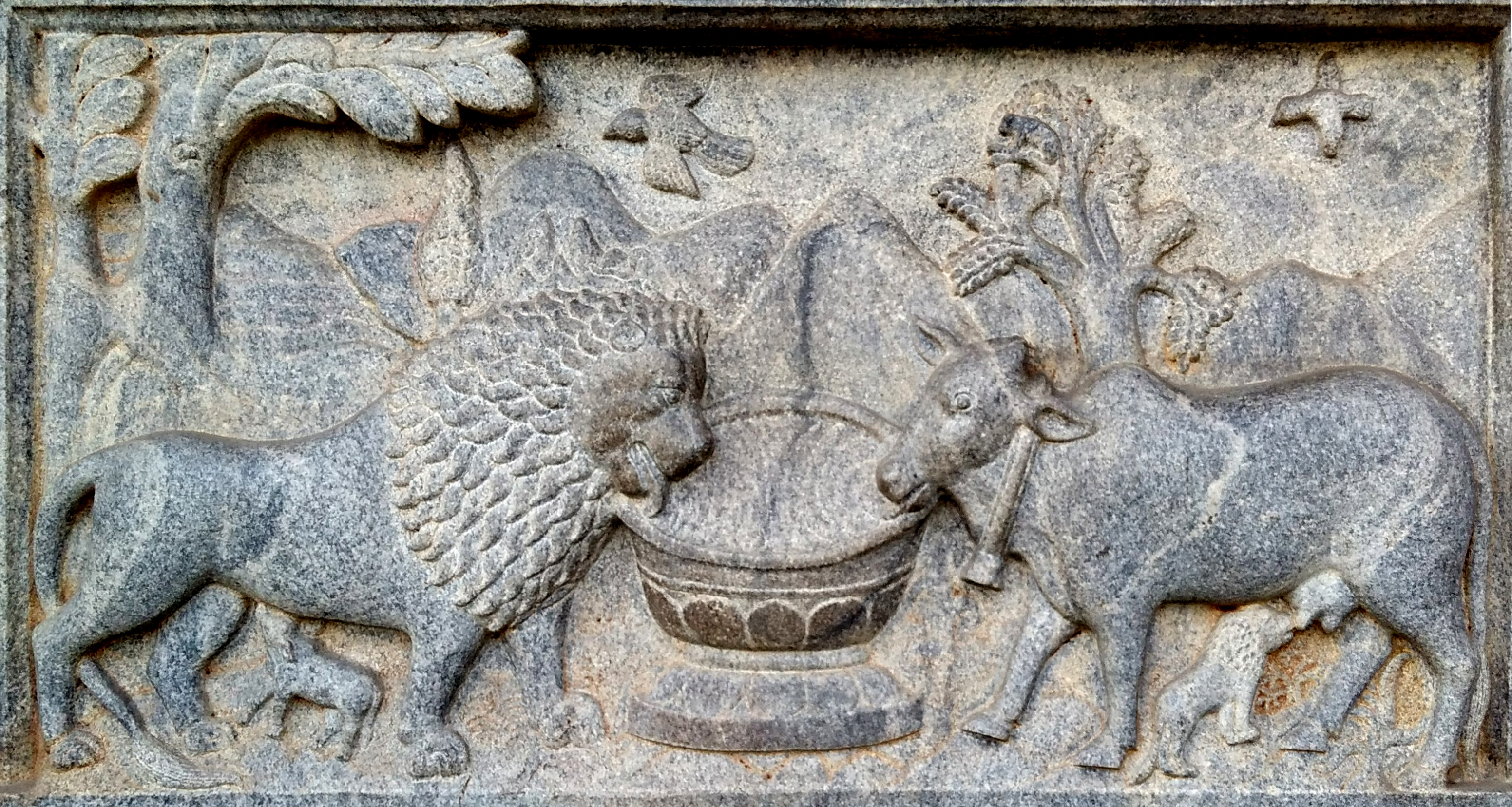
نقش يوضح مفهون اليان (عدم الأذى)

تدور المبادئ الأساسية لليانية حول مفهوم الإيثار، ليس فقط بالنسبة للبشر ولكن لجميع الكائنات الحية. تعظ اليانية وجهة نظراللا عن للعيش والسماح بالعيش، وبالتالي عدم التسبب بالضرر للكائنات الحية، أي تقديس لا هوادة فيها لجميع الحياة.
تؤمن اليانية أنه من أجل تحقيق التنوير والتحرير في نهاية المطاف، يجب على المرء ممارسة المبادئ الأخلاقية التالية (النذور الرئيسية) في الفكر والكلام والعمل. تختلف درجة ممارسة هذه المبادئ بين أصحاب المنازل المختلفة والرهبان. وهذه المباديء هي:
- اللاعنف (Ahimsa)
- الصدق (Satya)
- عدم السرقة (Asteya)
- العزوبية (Brahmacharya)
- عدم الامتلاك أو عدم المادية (Aparigraha)

يسعى مبدأ اللاعنف إلى التقليل من الكارما التي تحد من قدرات الروح. تنظر اليانية إلى كل روح باعتبارها تستحق الاحترام لأنها تمتلك القدرة على أن تصبح Siddha (الله في اليانية). لأن كل الكائنات الحية تمتلك روحًا، فإن العناية والوعي أمران أساسيان في تصرفات المرء. تؤكد اليانية على المساواة في الحياة كلها، وتدعو إلى عدم إيذاء أي كائن حي، سواء كانت المخلوقات كبيرة أو صغيرة. تمتد هذه السياسة حتى إلى الكائنات المجهرية.

### المسيحية

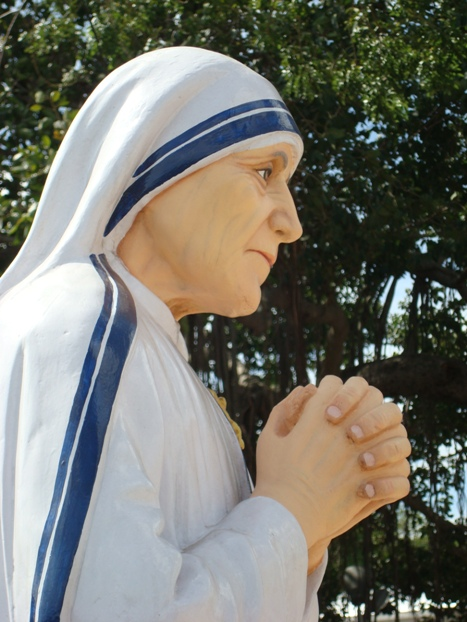
تمثال الأم تريزا في الهند

الإيثار هو محور تعاليم يسوع الموجودة في الإنجيل، خاصة في العظة على الجبل وعظة على السهل. من التقاليد المسيحية في العصور الوسطى، نوقشت التوترات بين تأكيد الذات واحترام الآخر في بعض الأحيان تحت عنوان «الحب المغرض»، كما في العبارة البولينوية «الحب لا يسعى إلى تحقيق مصالحه الخاصة». الحب يؤكد على حق الآخرين في حريتهم، ويتجنب الدعاية والأقنعة، ويتأكد في نهاية المطاف ليس بمجرد تصريحات من الآخرين، بل عن طريق تجربة كل شخص وممارسته من الداخل. كما هو الحال في الفنون التطبيقية، يصبح حضور ومعنى الحب مصادقاً عليه، ولا تدركه الكلمات والانعكاسات وحدها، بل في صنع الارتباط.
يفسر القديس توماس الأكويني "يجب أن تحب قريبك كنفسك بمعنى أن الحب لأنفسنا هو مثال الحب للآخرين. مع الأخذ في الاعتبار أن "الحب الذي يحب به الإنسان هو شكل وجذر الصداقة"، ويقتبس من أرسطو أن "أصل العلاقات الودية مع الآخرين يكمن في علاقاتنا بأنفسنا"، ويخلص إلى أنه على الرغم من أننا غير ملزمين بحب الآخرين أكثر من أنفسنا، فإننا نسعى بطبيعة الحال إلى الصالح العام وخير الكل أكثر من أي خير خاص. ومع ذلك يعتقد أنه ينبغي لنا أن نحب الله أكثر من أنفسنا وجيراننا، وأكثر من حياتنا الجسدية - بما أن الهدف النهائي لمحبة الجيران هو المساهمة في الطوبى الأبدية.

### الإسلام
الإيثار هو مفهوم تفضيل الآخرين على نفسه في الإسلام. هذا يعني بالنسبة للصوفيين الإخلاص للآخرين من خلال النسيان الكامل للمخاوف الخاصة، حيث أن الاهتمام بالآخرين متجذر ليكون مطلبًا من الله على جسم الإنسان، والذي يعتبر ملكًا لله وحده. تكمن الأهمية في التضحية من أجل الصالح العام؛ ويعتبر الإسلام أولئك الذين يمارسون الإيثار في أعلى درجة من طبقة النبلاء. وهذا مشابه لمفهوم الرجولة، ولكن على عكس هذا المفهوم الأوروبي، يتركز الاهتمام في الإيثار على كل شيء في الوجود. القلق المستمر من الله يؤدي إلى موقف دقيق تجاه الناس والحيوانات وأشياء أخرى في هذا العالم. تم التأكيد على هذا المفهوم من قبل متصوفة مثل رابعة العدوية التي اهتمت بالفرق بين التفاني إلى الله والتفاني للناس. يشرح الشاعر الصوفي التركي يونس امري في القرن الثالث عشر هذه الفلسفة في جملة: «نحن نحب المخلوق، بسبب الخالق.» بالنسبة لكثير من المسلمين، يجب أن يمارس الإيثار كالتزام ديني خلال أيام العطل الإسلامية الخاصة. ومع ذلك لا يزال الإيثار أيضًا مثالًا إسلاميًا يجب على جميع المسلمين السعي إلى الالتزام به في جميع الأوقات.

### اليهودية
تعرف اليهودية الإيثار بأنه الهدف المنشود للخلق. ذكر الحاخام أبراهام إسحاق كووك أن الحب هو أهم سمة في الإنسانية. وهذا يُعرّف بأنه إغداق، أو إعطاء، وهو نية الإيثار. هذا الإيثار تجاه الإنسانية يؤدي إلى الإيثار نحو الخالق أو الله. تعرف الكابالا الله كقوة العطاء في الوجود. وقد ركز الحاخام موشيه كايم لزاتو خصوصًا على «الغرض من الخلق» وكيف كانت إرادة الله أن تجلب الخليقة إلى الكمال والالتحام مع هذه القوة العليا.
يركز الكابالا العصري الذي وضعه الحاخام يهودا اشلاغ في كتاباته عن جيل المستقبل، على كيف يمكن للمجتمع أن يحقق إطارًا اجتماعيًا ينتشر فيه الإيثار. اقترح اشلاغ أن هذا الإطار هو الغرض من الخلق، وكل ما يحدث هو رفع الإنسانية إلى مستوى الإيثار والحب لبعضنا البعض. ركز اشلاغ على المجتمع وعلاقته بالألوهية.

### السيخية
الإيثار أمر ضروري في الديانة السيخية. الإيمان المركزي بالسيخية هو أن أكبر عمل يمكن أن يفعله المرء هو التشبع والعيش بالصفات الإلهية مثل الحب والحنان والتضحية والصبر والانسجام والصدق. ضحى الناناك الخامس (جورو أرجون ديف) بحياته لدعم 22 قيراطاً من الحقيقة الصافية، وهي أعظم هدية للبشرية. كما ضحى الجورو التاسع (تيج بهادور) برأسه لحماية الناس الضعفاء والعزل ضد الفظائع. وفي أواخر القرن السابع عشر، كان غورو غوبيند سينغ جي (المعلم العاشر في السيخية) في حرب مع الحكام المغوليين لحماية أهل الديانات المختلفة عندما قابل زميله السيخ بهي كانهايا قوات العدو. وقام بإعطاء الماء للأصدقاء والأعداء الذين أصيبوا في ساحة المعركة. ثم بدأ بعض جنود العدو بالقتال مرة أخرى، وكان بعض محاربي السيخ منزعجين من بهي كانهايا عندما كان يساعد عدوهم. فجلب الجنود السيخ بهي كانايا أمام جورو جوبيند سينغ جي، واشتكوا من تصرفاته التي اعتبروها معاكسة لنضالهم في ساحة المعركة. فسأله غورو: "ماذا كنت تفعل، ولماذا؟”، فأجاب: "كنت أعطى الماء للجرحى لأنني رأيت وجهك في كل منهم«، فأجاب الغورو:» إذا فكان يجب عليك أيضا أن تعطيهم مرهم لشفاء الجروح. لقد كنت تمارس ما تم تدريبك عليه في بيت الغورو.

### الهندوسية
في الديانة الهندوسية يعتبر الحب، واللطف، والمغفرة كأعلى أعمال الإنسانية. وإعطاء الصدقات إلى المتسولين أو الفقراء يعتبر بمثابة عمل إلهي. يعتقد والهندوس أنها ستحرر أرواحهم من الذنب أو«بابا» وستقودهم إلى السماء أو أو الجنة في الآخرة. الإيثار هو أيضاً الفعل المركزي للعديد من الأساطير الهندوسية والقصيدة والأغنية الدينية.

## الفلسفة
توجد مجموعة واسعة من وجهات النظر الفلسفية حول التزامات أو دوافع البشر للتصرف بشكل به إيثار. يؤكد أنصار الإيثار الأخلاقي على أن الأفراد ملزمون أخلاقياً بالتصرف بطريقة تمتلئ بالإيثار. وجهة النظر المعارضة هي الأنانية الأخلاقية، التي تؤكد على أن الأفراد الأخلاقيون يجب أن يتصرفوا دائمًا من أجل مصلحتهم الذاتية. يتناقض كل من الإيثار الأخلاقي والأنانية الأخلاقية مع النفعية، التي تؤكد على أن كل فرد يجب أن يعمل من أجل تحقيق أقصى قدر من الفعالية في وظيفته والفائدة على نفسه ومن حوله.
من المفاهيم ذات الصلة في الأخلاقيات الوصفية هي (الأنانية النفسية)، وهي الأطروحة التي تقول إن البشر يتصرفون دائمًا من أجل مصلحتهم الشخصية، وأن الإيثار الحقيقي أمر مستحيل. بينما الأنانية العقلانية هي وجهة النظر القائلة بأن العقلانية تتمثل في التصرف من أجل المصلحة الشخصية (دون تحديد مدى تأثير ذلك على التزامات الشخص الأخلاقية).

## علم الوراثة
وجد أن جينات OXTR، CD38، COMT، DRD4، DRD5، IGF2، GABRB2 قد تكون مرشحة كجينات حاملة لصفة الإيثار.